# Нейпир, Джон (бобслеист)
Джон Нейпир (англ. John Napier, 12 декабря 1986, Скенектади, Нью-Йорк) — американский бобслеист, пилот, выступающий за сборную США с 2002 года. Участник зимних Олимпийских игр в Ванкувере, неоднократный победитель национального первенства и различных этапов Кубка мира. Помимо занятий спортом является военнослужащим, ветеран войны в Афганистане.

## Биография
Джон Нейпир родился 12 декабря 1986 года в городе Скенектади, штат Нью-Йорк. Его спортивная карьера была предопределена заранее, поскольку оба его родителя — бобслеисты, в частности, отец Уильям Нейпир выступал за сборную в 1960-е — 1980-е годы и некоторое время занимал должность президента Федерации бобслея и скелетона США. Мальчик начал тренироваться уже в возрасте восьми лет, а в 2002 году состоялись первые его выступления на юниорских турнирах. Несколько раз побеждал на Кубке Америки, причём дважды занимал первое место общего зачёта, позже не менее удачно дебютировал на Кубке мира. В 2007 году Нейпир пошёл служить в армию и присоединился к Вермонтской национальной гвардии, где стал участником программы подготовки солдат-олимпийцев, через которую попал пилотом в главную национальную команду по бобслею. В 2009 году стал чемпионом США в двойках, взял золото и серебро на кубковых этапах.
Благодаря череде успешных заездов Нейпир удостоился права защищать честь страны на Олимпийских играх в Ванкувере, где вместе с разгоняющим Стивеном Лэнгтоном занял десятое место в программе двухместных экипажей, тогда как в четвёрках во время второго спуска перевернулся и вынужден был отказаться от дальнейшего участия в соревнованиях. Сразу после Олимпиады отправился на войну в Афганистан, провёл шесть месяцев в провинции Пактика в составе пехотного батальона, получил звание сержанта. Лучший результат на чемпионатах мира Джон Нейпир показал в 2012 году в Лейк-Плэсиде, когда финишировал шестым в зачёте двоек.